# はっとン
はっとンは、宮城県登米市のマスコットキャラクター。地元の郷土料理、はっとがモチーフとなっている。

## 概要
登米市に400年受け継がれる小麦粉を材料に作る郷土料理「はっと」、「はっと汁」をモチーフにした観光PRキャラクターで、宮城県登米市の（社団法人）登米市観光物産協会の臨時職員である。身体は、登米市の地形をかたどって、はっとの形とそっくりである。腕は郷土食材の油麩、足はねぎなど、身体のパーツがはっと汁の食材でできている。口ばしは市鳥（市の鳥）の白鳥からの頂き物らしい。登米市出身の音楽家が作詞作曲したはっとンのテーマ曲のCDもある。

## プロフィール
性別は、男の子でもなく女の子でもなく小麦の子。